# Back River
Back River eller Great Fish River är en flod i Nunavut och Northwest Territories, Kanada.
Back River upprinner i Contwoyto Lake som ligger norr om Stora Slavsjön i Northwest Territories, flyter i nordöstlig riktning genom Beechey Lake, Pelly Lake, Garry Lake, Upper Macdougall Lake och Lower  Macdougall Lake i Nunavut och mynnar i Elliott Bay i Chantrey Inlet, söder om Boothiahalvön. Back Rivers flodområde omfattar 106.500 kvadratkilometer, flodens längd är 974 kilometer och medelvattenflödet är 612 kubikmeter per sekund.. Back River är typisk för det kanadensiska urbergsområdet. Floden är till stor del upplöst i sjöar, och de sträckor som förbinder de olika sjöarna med varandra består av forsar.
Floden är namngiven efter sir George Back som utforskade den 1834. Det ursprungliga namnet var Thlew-ee-choh, vilket kan betyda Stora fiskfloden på språket dogrib - därav namnet Great Fish River på engelska.

## Galleri

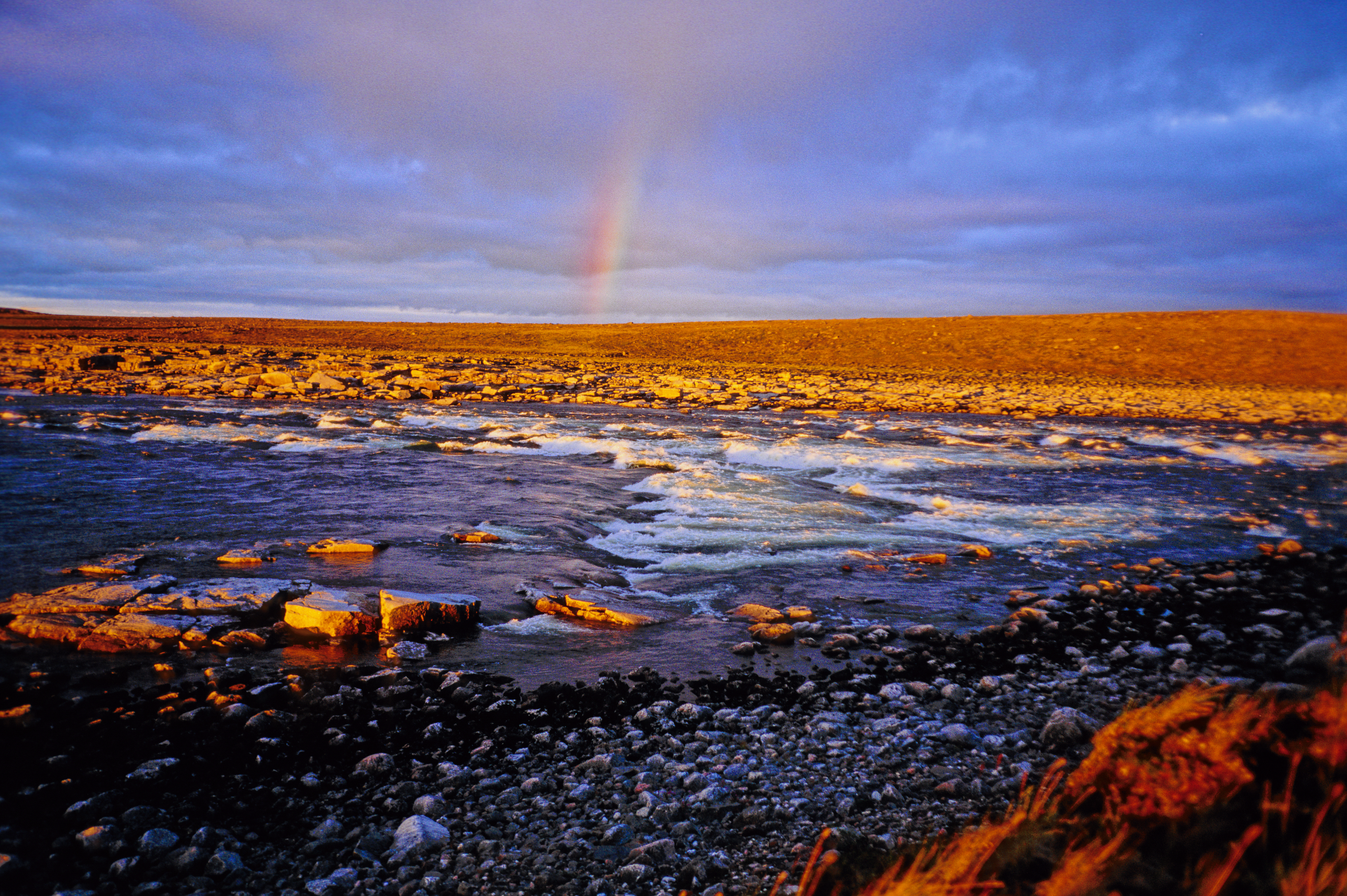
Escape Rapids
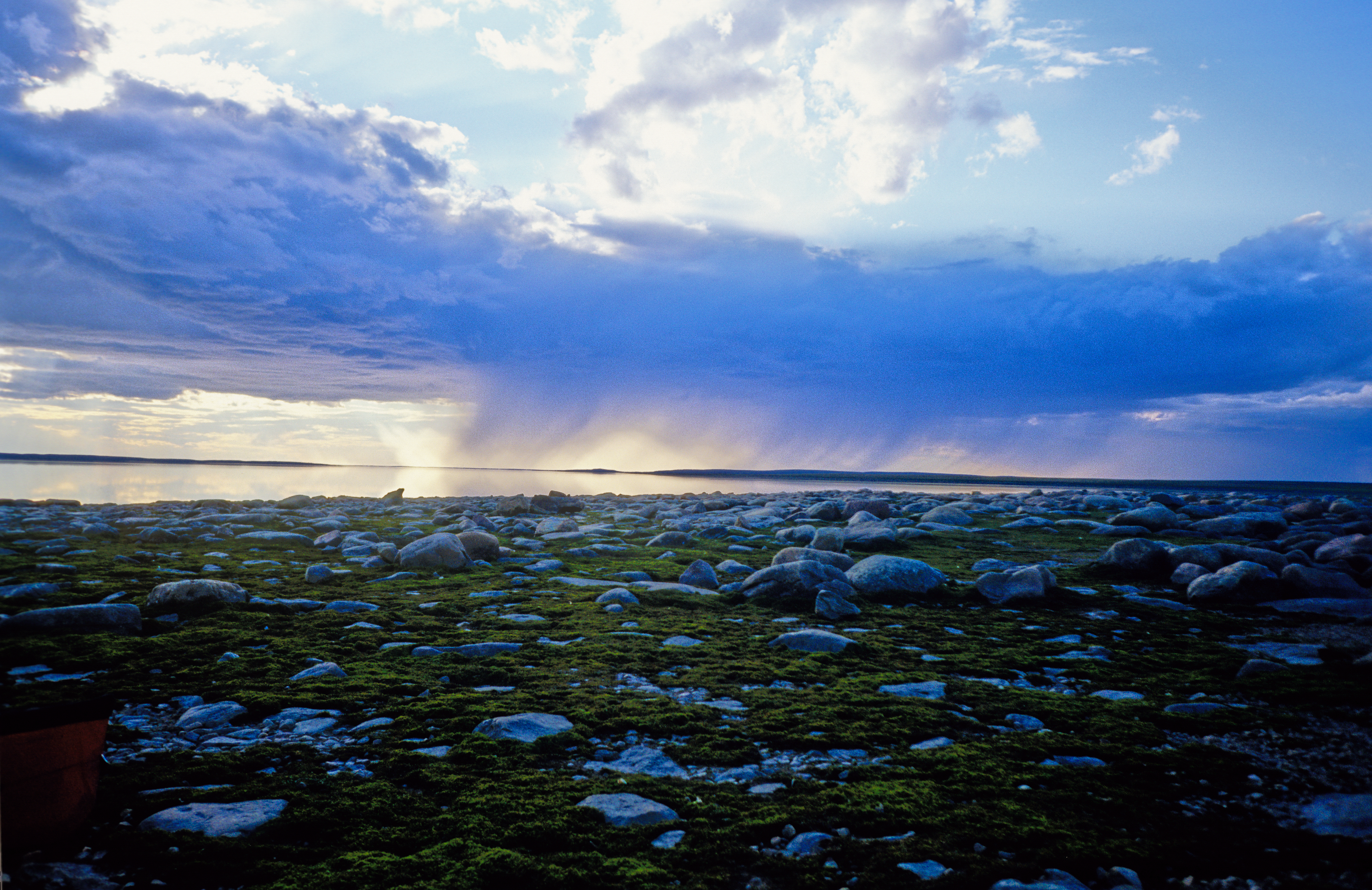
Garry Lake